# Лос Анджелис Галакси
„Лос Анджелис Галакси“ или „ЛА Галакси“ е футболен отбор от гр. Лос Анджелис, щата Калифорния, САЩ, основан през 1995 г.
Клубът е наследник на миналите през различните формати на футболната лига ЛА Кикерс, ЛА Ацтекс и ЛА Салса. От световноизвестните футболисти, освен Дейвид Бекъм и Златан Ибрахимович в отбора са играли още: Хорхе Кампос, Андреас Херцог и Абел Шавиер. С най-много мачове във вечната ранглиста е Коби Джоунс — 306, а с най-много голове Лендън Донован – 71.
През сезон 2007–2008 мениджера на Лос Анджелис Галакси купува Дейвид Бекъм от Реал Мадрид за 250 000 000 $ и го прави най-скъпоплатения трансфер за всички времена.
През сезон 2015/2016 Лос Анджелис закупуват звездата на Ливърпул Стивън Джерард
Отборът е най-титулувания за Южна и Северна Америка както и Азия, Африка и Австралия. Те са и един от малкото отбори без отпадане от лигата.
Отборът е известен с победи над ФК Барселона с 1-0 и над Реал Мадрид, ПСЖ, Байерн Мюнхен и Ливърпул със същия резултат. Само мача срещу Барселона е на чуж терен.
При тях играе Златан Ибрахимович. Там той вкарва 52 гола в 58 мача и остава отпечатък в този отбор преди да отиде в Милан